# كازوهيسا كونو
كازوهيسا كونو (باليابانية: 河野 和久) (30 ديسمبر 1950 في هيروشيما في اليابان – )؛ هو لاعب كرة قدم ياباني سابق كان يلعب كمدافع. سبق له أن لعب مع منتخب اليابان.

## وصلات خارجية
- كازوهيسا كونو على موقع ناشيونال فوتبول تيمز (الإنجليزية)

- National Football Teams
- Japan National Football Team Database